# Giovanni Pisanu
(Mons. Giovanni Pisanu)
Giovanni Pisanu (Bolotana, 19 marzo 1921 – Ozieri, 10 luglio 2000) è stato un vescovo cattolico italiano.

## Biografia

### Il presbiterato
Nacque a Bolotana, nella diocesi di Alghero-Bosa, da una famiglia di umili origini e si formò dapprima al seminario minore di Alghero e di seguito alla Pontificia facoltà teologica della Sardegna di Cuglieri, licenziandosi in teologia. Venne ordinato presbitero il 19 giugno 1944 e inviato, in qualità di viceparroco, nella parrocchia di San Pantaleo di Macomer; dal 1948 ritornò a Bolotana come parroco mentre nel 1967 fu nominato parroco a Macomer. Nel 1955 scrisse un articolo intitolato "Dante e la Sardegna" pubblicato nella rivista di poesia, letteratura e arte di Sardegna "S'Ischiglia".

### L'episcopato
Il 4 marzo 1978 papa Paolo VI lo elesse vescovo di Ozieri dopo un triennio di vacanza della sede logudorese, in un periodo in cui la curia vaticana operava già alcuni ridimensionamenti territoriali, perciò sulla diocesi, dopo il ritiro nell'aprile 1975 del predecessore Francesco Cogoni, pendeva una possibile decisione di soppressione, tuttavia negli anni a venire la diocesi fu mantenuta. Inizialmente contrario alla designazione a vescovo, si decise di accettare su consiglio dell'arcivescovo Francesco Spanedda, allora vescovo di Alghero, in spirito di obbedienza. Ricevette la consacrazione episcopale il successivo 23 aprile per l'imposizione delle mani del cardinale Sebastiano Baggio e degli arcivescovi coconsacranti Paolo Carta, allora arcivescovo di Sassari, e Francesco Spanedda. Quale motto episcopale scelse l'espressione programmatica In simplicitate e per stemma, l'immagine del buon pastore con la pecorella in spalla.
Il 1º gennaio 1985 istituì ad Ozieri la parrocchia di San Nicola per "provvedere in modo adeguato alle necessità spirituali" degli abitanti dell'omonimo quartiere, mentre il 6 dicembre 1994 dedicò la nuova chiesa. Durante il suo episcopato volle fortemente l'apertura di una struttura diocesana di accoglienza per ospitare incontri e convegni, per svolgere le attività formative e pastorali con i giovani e le famiglie, per i ritiri spirituali e per i corsi di formazione missionaria; la struttura venne finalmente realizzata a Bultei durante l'episcopato del vescovo Sebastiano Sanguinetti e venne chiamata Casa Betania. Resse la diocesi logudorese per oltre diciannove anni fino al 27 marzo 1997, quando papa Giovanni Paolo II accolse la sua rinuncia per raggiunti limiti di età e nominò il suo successore, Sebastiano Sanguinetti, allora parroco a Orgosolo, nella diocesi di Nuoro. Nel 1999 fu chiamato nel Concilio Plenario Sardo, con voto deliberativo.
Continuò a vivere ad Ozieri come vescovo emerito, dove morì il 10 luglio 2000. Le solenni esequie vennero presiedute nella cattedrale di Ozieri dall'allora arcivescovo di Cagliari Ottorino Pietro Alberti, il quale lo ricordò per la disponibilità alle richieste della gente della sua diocesi, per la solerzia nella vicinanza ai giovani e agli operai; fu successivamente tumulato in un loculo del cimitero del suo paese natale. L'amministrazione comunale della sua città natale, Bolotana, gli ha dedicato un piazzale, convertito ad area verde pedonale, antistante al cimitero cittadino, mentre nel comune di Bultei gli è stato dedicato il piazzale antistante la rinnovata chiesa di Santa Margherita (da lui consacrata nel 1980, a conclusione dei lavori di ricostruzione), a ricordo di un religioso, esempio di bontà paterna, rimasto inciso nel cuore del popolo diocesano che lo ha conosciuto.

## Genealogia episcopale
La genealogia episcopale è:
- Cardinale Scipione Rebiba
- Cardinale Giulio Antonio Santori
- Cardinale Girolamo Bernerio, O.P.
- Arcivescovo Galeazzo Sanvitale
- Cardinale Ludovico Ludovisi
- Cardinale Luigi Caetani
- Cardinale Ulderico Carpegna
- Cardinale Paluzzo Paluzzi Altieri degli Albertoni
- Papa Benedetto XIII
- Papa Benedetto XIV
- Cardinale Enrico Enriquez
- Arcivescovo Manuel Quintano Bonifaz
- Cardinale Buenaventura Córdoba Espinosa de la Cerda
- Cardinale Giuseppe Maria Doria Pamphilj
- Papa Pio VIII
- Papa Pio IX
- Cardinale Alessandro Franchi
- Cardinale Giovanni Simeoni
- Cardinale Antonio Agliardi
- Cardinale Basilio Pompilj
- Cardinale Adeodato Piazza, O.C.D.
- Cardinale Sebastiano Baggio
- Vescovo Giovanni Pisanu